# Olešník
Olešník är en ort i Tjeckien.   Den ligger i regionen Södra Böhmen, i den centrala delen av landet, 110 km söder om huvudstaden Prag. Olešník ligger 419 meter över havet och antalet invånare är 726.
Terrängen runt Olešník är platt. Runt Olešník är det ganska tätbefolkat, med 52 invånare per kvadratkilometer. Närmaste större samhälle är České Budějovice, 16,8 km sydost om Olešník. I omgivningarna runt Olešník växer i huvudsak blandskog.